# Stortjärnen (Älvros socken, Härjedalen, 687194-144447)
Stortjärnen är en sjö i Härjedalens kommun i Härjedalen och ingår i Ljusnans huvudavrinningsområde. Sjön har en area på 0,0907 kvadratkilometer och ligger 419,1 meter över havet. Sjön avvattnas av vattendraget Molgan.

## Delavrinningsområde
Stortjärnen ingår i det delavrinningsområde (687290-144411) som SMHI kallar för Inloppet i Målingen. Medelhöjden är 452 meter över havet och ytan är 18,45 kvadratkilometer. Det finns inga avrinningsområden uppströms utan avrinningsområdet är högsta punkten. Molgan som avvattnar avrinningsområdet har biflödesordning 2, vilket innebär att vattnet flödar genom totalt 2 vattendrag innan det når havet efter 233 kilometer. Avrinningsområdet består mestadels av skog (68 procent) och sankmarker (24 procent). Avrinningsområdet har 0,16 kvadratkilometer vattenytor vilket ger det en sjöprocent på 0,9 procent.